# خريطة السماء
خريطة السماء (بالفرنسية: Carte du Ciel) وتسمى أيضا بفهرس النجوم، هي عبارة عن خريطة توضيحية دقيقة لمواقع النجوم في السماء في كل لحظة.خريطة السماء هي جزء من مشروع فلكي دولي ضخم إمتد على مدى عدة عقود، والذي بدأ في أواخر القرن التاسع عشر، ويهدف هذا المشروع إلى  وضع  خريطة شاملة لمواقع الملايين من النجوم.

## رسم خرائط السماء
فكرة وضع خريطة للسماء لم تكن أبدا حديثة العهد، فلطالما استعملت النجوم منذ القدم في الملا‌حة وعوضت الخرائط الأرضية التقليدية بل وتفوقت عليها في بعض الظروف.من الحضارة المصرية القديمة  والحضارة الاغريقية وصولا إلى الحضارة الإسلامية عن طريق العلماء المسلمين مرورا بالحضارة اليابانية القديمة، كلهم استعملو مواقع النجوم لتحديد مواقعهم والاهتداء في طريقهم في الظلام.
سرعان ما عادت النجوم إلى الواجهة من جديد وإكتسبت أهمية كبرى عند علماء الفلك خلال القرن التاسع عشر، فظهرت رغبة ملحة لإطلاق مشروع فلكي ضخم بغرض وضع خريطة شاملة لمواقع النجوم، أطلق عليه فيما بعد اسم مشروع خريطة السماء.

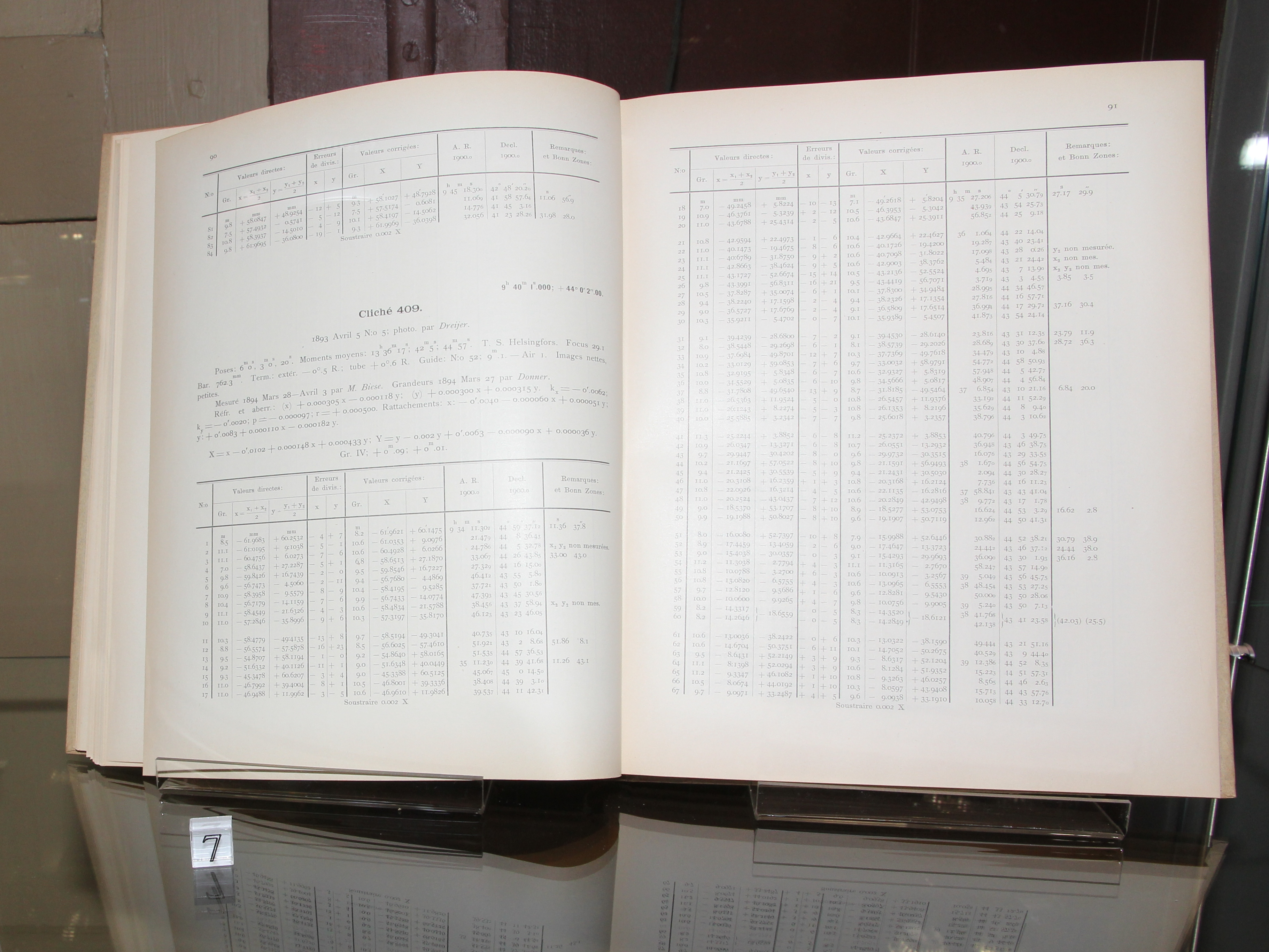
الفهرس المصور للسماء I–VIII الذي تم نشره من طرف مرصد جامعة هلسينكي في سنة 1937.

إنطلق المشروع أخيرا في القرن التاسع عشر بمبادرة من مدير مرصد باريس آن ذاك السيد إرنست أميديه موشيز (Ernest Amédée Mouchez(، هذا الأخير الذي سهر على إنجاحه من خلال إشراك حوالي 20 مرصدا من جميع أنحاء العالم لاكتشاف وقياس أكثر من  000 22 لوحة (زجاج) فوتوغرافية في إطار مشروع رصد دولي يمتد على مدى عدة عقود.حوالي نصف المراصد المشاركة استعملت تلسكوبات الإخوة هنري (بول وبروسبر) القادمة من فرنسا  ، والبقية  جاءت من مصنع هاوارد غروب في دبلن.
هذه  التليسكوبات تتميز بفتحة يبلغ عرضها حوالي 13 بوصة (33 سم) مع طول بؤري يبلغ 11 قدما (3.4 متر) مصممة خصيصا لخلق صور ذات نطاق موحد لكل لوحة فوتوغرافية تبلغ حوالي 60 ثانية قوسية لكل مم وتغطي 2°2x°من مجال الرؤية.كما خصص لمرصد كل منطقة زاوية ميل (فلكي) معينة للتصوير حسب موقعه الجغرافي.
أول لوحة من هذا القبيل تم أخذها في شهر أغسطس من سنة 1891 من طرف مرصد الفاتيكان (الذي استغرقت أكثر من 27 عاما لاستكمال)، وآخرها كان في شهر ديسمبر من عام 1950 من طرف مرصد أوكيل في بروكسل، ومعظم الملاحظات الخاصة بالمشروع تم تسجيلها بين سنتي 1895 و1920.
قصد تعويض كل العيوب الناتجة عن عملية رصد مواقع النجوم تم تصوير كل منطقة من السماء مرتين، وذلك باستخدام نمط التداخل المزدوج من الزاوية إلى المركز، هذا الاخير الذي تم تمديده على حدود المنطقة، بحيث تتداخل لوحات كل مرصد مع تلك الموجودة في المنطقة المجاورة.و للحصول على نتائج متطابقة اتفقت كل المراصد المشاركة على استخدام تلسكوب موحد، بحيث تكون جميع اللوحات ذات نطاق مماثل يبلغ حوالي 60 ثانية قوسية لكل مم، ويبلغ حجم اطار اللوحات المقاسة في الصفائح حوالي 2.1 ° × 2.1 ° (13 سم 13 × سم)، وبالتالي فإن نمط التداخل يتألف من لوحات تختلف عن كل نطاق بدرجة ميل واحدة، ولكنها تتقابل في الصعود الأيمن بمقدار درجتين، وقد تركت العديد من العوامل الأخرى كالفهرس المرجعي، وتقنيات التخفيض، وأشكال الطباعة، للمؤسسات الفردية فكان الهدف هو الوصول إلى دقة موضوعية تساوي  0.5 ثانية قوسية لكل إطار.
عملية قياس اللوحات هي عملية طويلة تستغرق الكثير من الوقت لكونها تعتمد في القياس على العين المجردة والتسجيل باليد. كل صورة أو لوحة محصل عليها  يتم تحويلها إلى عدد كبير من الأشخاص المؤهلين لعملية الحساب (كان في ما مضي يطلق عليهم اسم الحاسوب بمعناه القديم أي الاشخاص الذين يقومون بعملية الحساب)، حيث أوكلت إليهم مهمة القياس اليدوي لكل نجم بالنسبة لعشرات النجوم المرجعية في كل لوحة معنية بالقياس، ومن ثم إجراء العمليات الحسابية لتحديد صعود النجم وزاوية انحرافه.
في نهاية المشروع تم في المجموع ملاحظة نحو 4.6 مليون نجم انطلاقا من اصل 8.6 مليون صورة ملتقطة، تم نشر كل هذه المعطيات من ملاحظات وقياسات على شكل إحداثيات مستطيلة تم تحويلها فيما بعد إلى إحداثيات إستوائية، وبالرغم من كون الإحداثيات الاستوائية المصاحبة لها تعد الآن ذات أهمية تاريخية فقط، إلا انها نشرت في المجلدات الأصلية لدليل أو فهرس النجوم (يسمى ب الفهرس الاستوغرافي).
استمر نشر هذه القياسات حوالي 62 سنة وامتدت  من سنة 1902 إلى 1964، لتعطينا في النهاية  254 مجلد مطبوع من البيانات الأولية.

## مراحل مهمة في عمر مشروع خريطة السماء
في عام 1887 ظهر مشروع دولي واسع النطاق لم يسبق له مثيل في مجال خرائط السماء، من أجل رسم الخرائط النجمية من قبل  مرصد باريس تحت إدارة إرنست أميدي موشيز، الذي أدرك إمكانيات التصوير لفوتوغرافي للوحة الجافة المرصودة.و في نفس السنة ونتيجة للمؤتمر الإستروغرافي الذي عقد في أبريل 1887 في العاصمة الفرنسية باريس، والذي حضره أكثر من 50 عالم فلك يمثلون 20 مرصدا من جميع أنحاء العالم، تشكل وعي جديد باهمية خرائط السماء حيث إتفق العلماء لأول مرة على الخوض في هذا المشروع  على مرحلتين أساسيتان هما:
1.المرحلة الأولي سعت للتحديد الدقيق لمواقع  الآلاف من النجوم المرجعية، من أجل استعمالها في وقت لاحق لحساب مواقع جميع النجوم الأخرى الملاحظة.و يتم ذلك عن طريق قياس إرتفاع النجوم فوق الأفق في نفس اللحظة التي تمر بها من خط العرض. في مرصد تولوز، على سبيل المثال، يتم إنتاج فهرس لثلاثة نجوم مرجعية:
- الأول هو TOU1  قائمة القاسياسات التي أجريت بين سنتي 1891 و1898 ويضم قائمة ل 3719 من النجوم.
- اما الثاني فهو TOU2 بين سنتي 1898 و1905 ويضم قائمة ب 6447 نجما.
- اما الثالث فهو  TOU3  خلال الفترة الممتدة بين  1908 و1931 ويحتوي على 10070 من النجوم.

2.خلال المرحلة الثانية، قام علماء الفلك بإنتاج مجموعة ثانية من الصور الفوتوغرافية، هذه الاخيرة التي يتم تمريرها إلى مجموعة من «الحواسيب»، تم تشكيلهم وتأهيلهم خصيصا لحساب مواقع النجوم التي تحتويها لوحة التصوير بناء على إحداثيات عشرات النجوم المرجعية التي تضمها كل لوحة.قبل أن يأخذ مصطلح «الحاسوب» معناه الحديث كان فيما مضى يطلق على أولئك الأشخاص الذين يتم توظيفهم لإجراء عمليات حسابية تسلسلية، في معظم الأحيان يكونون من النساء اللواتي يطلق عليهن عادة اسم نساء خريطة السماء ، وهذا ما مكن من حساب الصعود اليميني ودرجة الميل لكل نجم تم رصده بدقة تصل إلى ثلث الثانية من الدرجة  خلال الفترة المتوسطة لعملية الرصد (1907).
خلافا لخرائط النجوم السابقة المبنية على إحداثيات النجوم المرصودة بواسطة أدوات متنقلة، تستخدم معظم لوحات خريطة السماء هذه ثلاثة معارض لمدة 20 دقيقة تتحرك لتشكيل مثلث متساوي الأضلاع بزاوية 10 ثانية قوسية (0.0028درجة)، الشئ الذي يسهل التمييز بين النجوم والنجوم الكويكبية في حال وجود عيوب في اللوحات.
شكل التقرير المعاصر الذي قدمه الدكتور هربرت هال تورنر أستاذ علم الفلك السابق في جامعة أكسفورد في سنة 1912 دافعا قويا  لمشروع خريطة السماء   .وقد تم فيما بعد التطرق لجوانب التقرير والمزيد من الملاحظات في ورقات مختلفة خلال  ندوة الاتحاد الفلكي الدولي ال 133 والتي عقدت في عام 1988 ، هذه الندوة التي نتج عنها العديد من الملاحظات والتوصيات المصيرية في مجال علم الفلك.

## مشاكل صادفت مشروع خريطة السماء
على مدى عقود من الزمن تم تجاهل فهرس النجوم إلى حد كبير، نتيجة لصعوبة العمل على البيانات التي لم تكن متاحة في شكل قابل للقراءة آليا، إضافة لمشاكل أخرى.
إحدى أهم المشاكل التي أدت إلى تجاهلها هي استغراقها لوقت أطول من المتوقع، إذ وفي الوقت الذي توقع فيه القائمون على المشروع أن يستغرق من 10 إلى 15 سنة فقط إلا أنه استمر وقتا أطول من ذلك.
مشكلة أخرى أكثر أهمية تتمثل في إعاقة استكشافات جديدة ما دام المشروع مستمرا وحده، ففي الوقت الذي إنشغل فيه العديد من علماء الفلك الأوروبيين (الفرنسيون بشكل خاص) بهذا المشروع الذي يتطلب عملا منهجيا ثابتا بدلا من الإبداع أصبحت في أجزاء أخرى من العالم، خاصة في الولايات المتحدة أصبحت هناك أشياء أخرى أكثر أهمية بكثير من علم الفلك.و كنتيجة لكل هذا تراجع علم الفلك الفرنسي بشكل خاص قلل من الاهتمام بهذه الخرائط.و على الرغم من كل تلك المشاكل يرى كثير من علماء الفلك اليوم أن مشروع خريطة السماء  كان ناجحا جزئيا، لكنه وللأسف لم يتم الانتهاء منه في الوقت المحدد، فمنذ حولي نصف قرن تقريبا تم الإستغناء عن خريطة السماء وتم تجاهلها لمدة طويلة.لكنه سرعان ما تحول هذا التجاهل إلى اهتمام ملح، فقد أدى ظهور بيانات هيباركوس التي جمعت من خلال القمر الصناعي هيباركوس في عام 1997 إلى منعرج مهم تطور على إثره استخدام المعطيات القديمة والمتوفرة بفضل هيباركوس بشكل أفضل.

## الجمع بين بيانات خريطة السماء وفهرس هيباركوس
بعد أن تم استثمار العديد من ساعات العمل وتم جمع العديد من المعطيات والبيانات لم يعطي مشروع خريطة السماء وحده سوى فائدة علمية هامشية حينها.لكن بعد إطلاق وكالة الفضاء الأ‌وروبية للقمر الصناعي الفلكي هيباركوس، ظهرت للواجهة كل البيانات التي جمعت من قبل في إطار مشروع خريطة السماء، وبرزت لأول مرة فكرة دمج تلك المعطيات التي سبق الحصول عليها مع تلك التي إكتشفها حديثا القمر الصناعي هيرباكوس مما أدى بالعلماء إلى فهم واسع لمواقع الأجرام السمواوية وإتجاه حركتها.

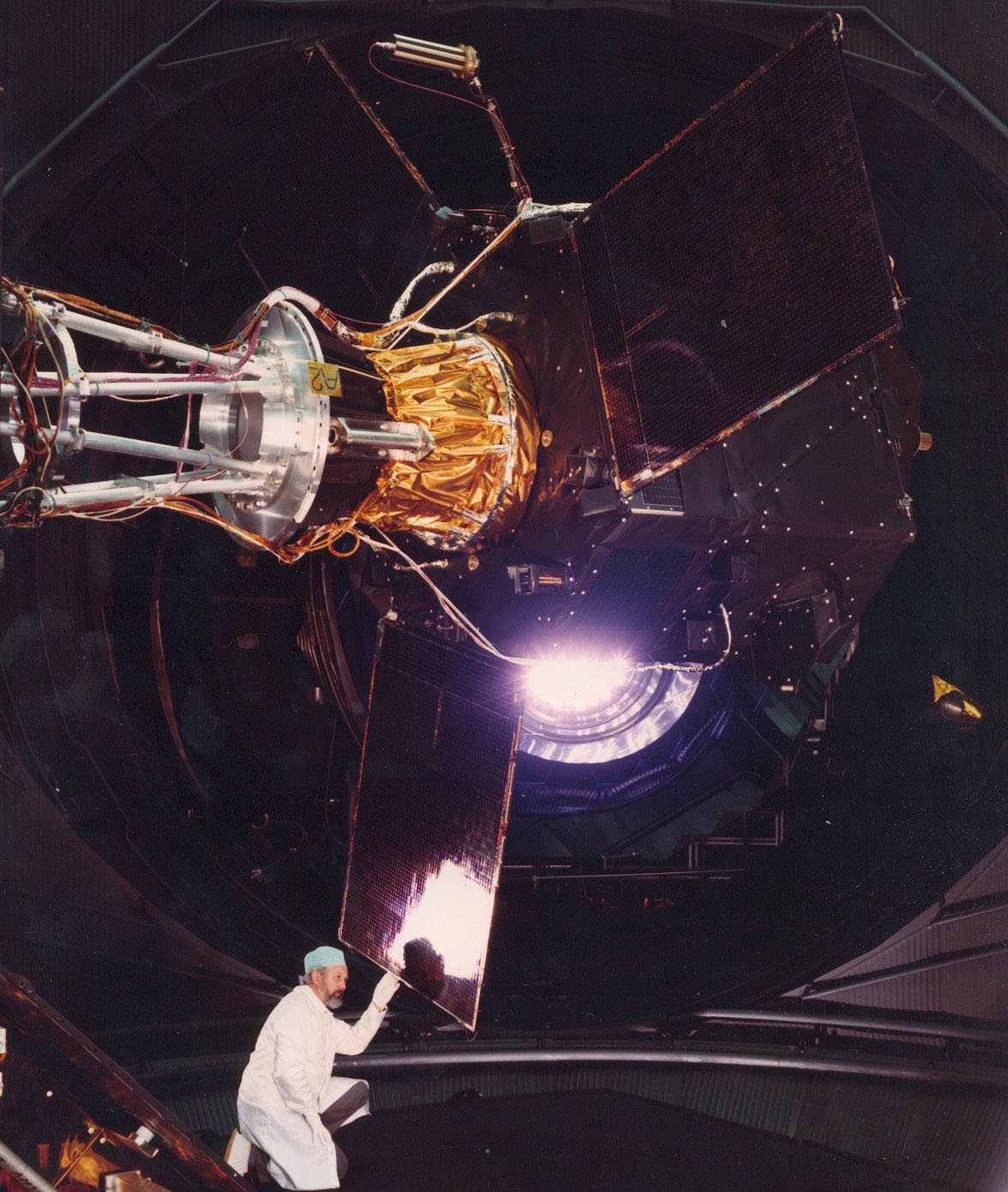
صورة للقمر الصناعي هيباركوس قبل الإطلاق في فبراير عام 1988

من أجل تحقيق ذلك تم ترجمة كل المجلدات القديمة إلى نسخ مطبوعة ويمكن قراءتها آليا (من طرف معهد ستيرنبرغ الفلكي في مدينة موسكو تحت إشراف الفلكي أ.كوزمين) بين سنتي 1994 و1987 .
هذه المعطيات تمت في وقت لاحق معالجتها وتخفيضها من جديد في مرصد البحرية الأمريكية في واشنطن تحت إشراف العالم سين أوربان، باستعمال نجوم مرجعية تم رصدها وقياسها من طرف القمر الفلكي هيباركوس.هذا واستخدمت المعطيات التي جمعها هيباركوس لوضع إطار شامل ودقيق لمختلف الحقبات الفلكية، حيث قدمت ال 2.5 مليون نجم في فهرس تايكو 2 إطارا مرجعي غني بالمعطيات لتصحيح وتعويض النواقص وتدقيق المعطيات.
ومن تم فإن المعطيات المجموعة من المشروعين معا جعلت الفهارس أكثر دقة بفضل الأبحاث التي قام بها علماء الفلك قبل قرون، دون أن ننسى فضل ال140 فهارس أخرى قبل تجسيد مشروع خريطة السماء على أرض الواقع، والتي تم جمعها من خلال مراقبة النجوم من مواقع أرضية خلال مختلف الحقبات الزمنية والتي قدمت هي الأخرى معطيات عن مواقع النجوم.وبغض النظر عن 12000 نجم في نجم تم اكتشافه من طرف هيباركوس نفسه، فإن فهرس تايكو 2 (مرصد جامعة كوبنهاغن تحت إشراف إيريك هوغ) الذي نتج على ضوء كل تلك المجهودات يعد اليوم الأكبر، والأكثر دقة وأيضا الأشمل، حيث يجمع أكثر النجوم لمعانا في السماء، كما يمثل اليوم الأساس للحصول على كل مواقع النجوم في السماء الاقل سطوع.

## روابط خارجية
- تاريخ مرصد تولوز  (with a section on the Carte du Ciel)
- نسخة محفوظة 15 يناير 2008 على موقع واي باك مشين.  صورة لراهبات يقسن مجموعة لوحات من مرصد الفاتيكان (1921-1910).